# Карабутак (Оренбургская область)
Карабутак — село в Адамовском районе Оренбургской области. Входит в состав Адамовского поссовета.

## География
Село расположено недалеко от районного центра — Адамовки.
Часовой пояс
Село Карабутак как и вся Оренбургская область, находится в часовой зоне МСК+2. Смещение применяемого времени относительно UTC составляет +5:00.

## Население
| 2010 |
| ---- |
| 206  |

## Достопримечательности
- Памятник лётчику-космонавту В. М. Комарову на месте его гибели (3 км западнее села)